# 17 Pine Avenue
17 Pine Avenue è un album in studio del gruppo musicale statunitense New Riders of the Purple Sage, pubblicato nel 2012.

## Tracce
1. Prisoner of Freedom – 5:27
2. Messag in a Bottle – 4:02
3. Fivio – 5:56
4. Just the Way It Goes – 4:27
5. 17 Pine Avenue – 5:14
6. Down for the Ride – 3:56
7. No Time – 5:32
8. Shake That Thing – 4:47
9. Suite a the Mission – 7:50
10. I Know There's Someone Else – 3:41
11. Six of One – 4:50
12. Truth Is Dead – 3:31